# Colloquy
Colloquy é um cliente da plataforma MAC OS X para protocolos IRC, SILC, ICB e XMPP. No passado o Colloquy utilizava o mesmo núcleo do software Irssi para processamento do protocolo IRC, porém atualmente é utilizado um núcleo próprio, desenvolvido pela comunidade de desenvolvedores do Colloquy. A interface do Colloquy segue as Human Interface Guidelines da Apple Inc. em conjunto com o suporte aos tradicionais controles em linha de comando do IRC como /nick e /join.
Um app oficial para a plataforma iOS foi disponibilizado. O app apresnta suporte para todos os comandos IRC, um navegador integrado, Push Notifications e outras funcionalidades.

## Funcionalidades
Colloquy oferece suporte a diferentes modificações de texto. Um dos exemplos de manipulação de texto suportadas pelo Colloquy é o uso de cores, como no mIRC; as cores primárias são: branco, preto, azul marinho, verde floresta vermelho, marrom, púrpura, laranja, amarelo, verde, verde azulado, ciano, azul, magenta, cinza e cinza claro.
Colloquy oferece suporte a linguagens de script como AppleScript, F-Script, JavaScript, Objective-C e Python.

## Plugins e customização
Colloquy é baseado na engine WebKit da apple e suporta customização da visualização de mensagens por meio de “styles”, utilizando uma combinação de XSLT, HTML, CSS e JavaScript. Essas customizações atuam como temas, alterando a maneira com a qual o aplicativo mostra as sessões de chat. O software também oferece suporte a uma imensa gama de plugins que habilitam a customização do aplicativo e a integração com outras funcionalidades do ambiente Mac OS X.
O plugin Web Interface permite monitorar a conexão IRC do Colloquy desktop através do navegador Safari de um iPhone ou qualquer navegador web.